# Dariusz Ludwig
Dariusz Marek Ludwig (ur. 25 lutego 1955 w Siemiatyczach) – polski lekkoatleta, wieloboista.

## Osiągnięcia
Olimpijczyk z Moskwy (1980) – zajął 6. miejsce w dziesięcioboju z wynikiem 7978 pkt. Rekordzista (1981) i mistrz Polski (1979) w dziesięcioboju, 6-krotny mistrz kraju w halowym siedmioboju (1977, 1979, 1980, 1982, 1983 i 1984).

## Rekordy życiowe
- dziesięciobój – 8204 pkt. (12 lipca 1981, Bruksela), 4. miejsce w polskich tabelach historycznych[2]
- siedmiobój – 5971 pkt. (26 lutego 1984, Warszawa), 3. miejsce w polskich tabelach historycznych[3]